# Liubov Orlova

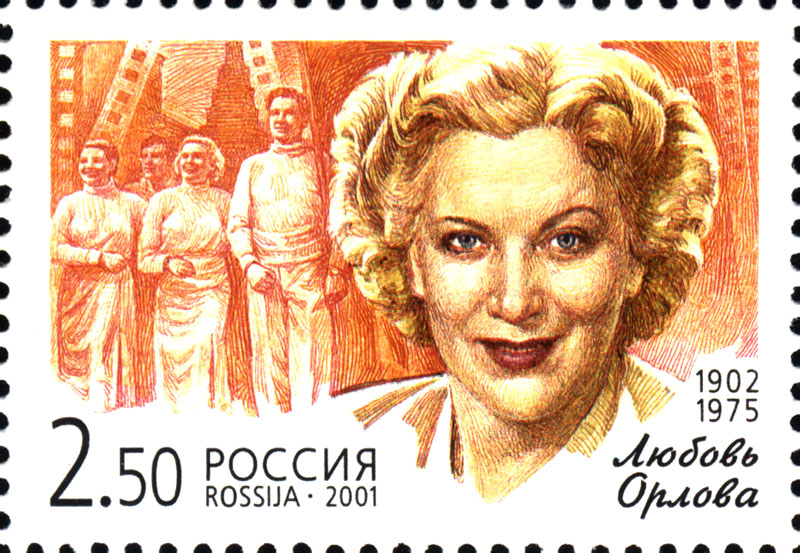
Timbru emis în 2001 cu chipul artistei

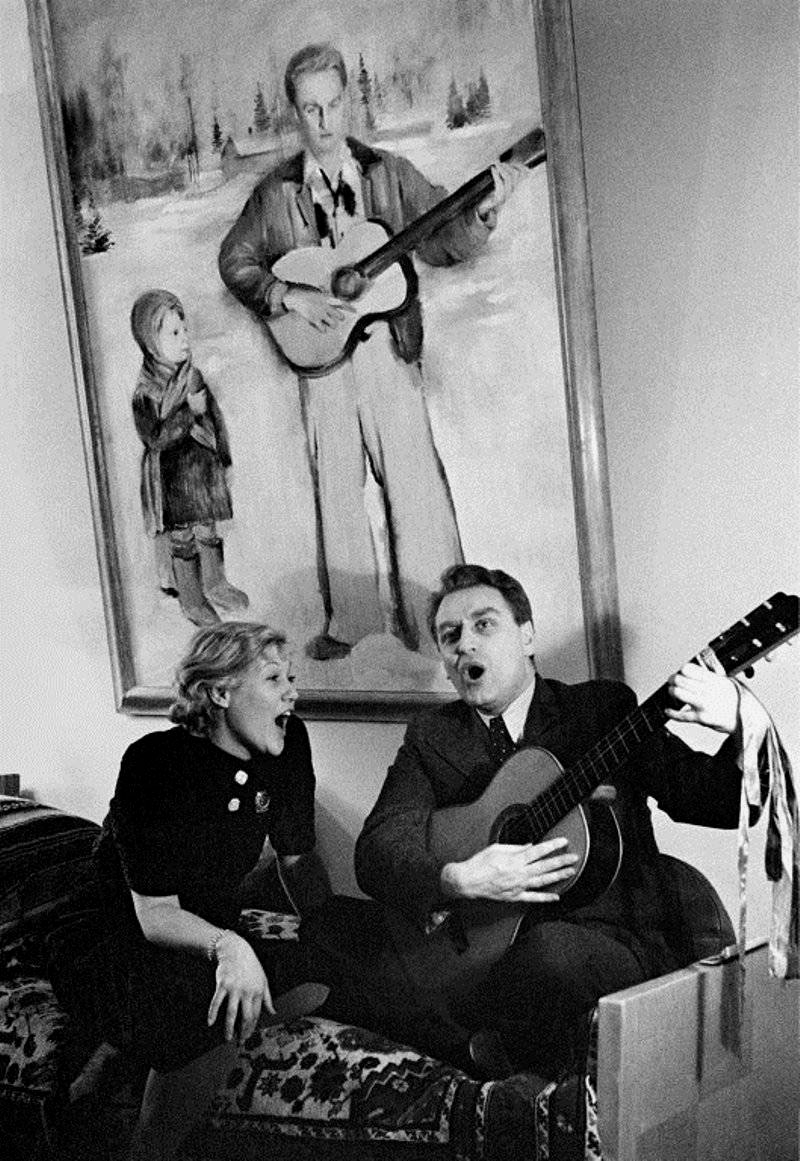
Actrița împreună cu soțul ei Grigori Aleksandrov în 1937

Liubov Petrovna Orlova (numele original: în rusă Любо́вь Петро́вна Орло́ва, transliterat: Liubov Petrovna Orlova; n. 29 ianuarie [S.V. 16 ianuarie] 1902, Zvenigorod, d. 26 ianuarie 1975, Moscova)  a fost o cântăreață și actriță sovietică de teatru și de film. Printre cele mai cunoscute filme ale sale se numără filmele muzicale Toată lumea râde, cântă și dansează, Volga-Volga, Primăvara.

## Filmografie selectivă
- 1934 Toată lumea râde, cântă și dansează (Весёлые ребята), regia: Grigori Aleksandrov
- 1934 Muzicantul din Petersburg (Петербургская ночь), r. Grigori L. Roșal
- 1936 Circul (Цирк), regia: Grigori Aleksandrov
- 1938 Volga-Volga (Волга-Волга), regia: Grigori Aleksandrov
- 1939 Cifru secret (Ошибка инженера Кочина), r. A. V. Maceret
- 1940 Calea luminoasă (Светлый путь), regia Grigori Aleksandrov
- 1941 Afacerea Artamonov (Дело Артамоновых) bazat pe romanul omonim al lui Maxim Gorki din 1925, r. Grigori L. Roșal
- 1945 Chemarea dragostei (Bliznețî)
- 1947 Primăvara (Весна), regia Grigori Aleksandrov
- 1949 Întâlnire pe Elba (Встреча на Эльбе), regia Grigori Aleksandrov
- 1950 Musorgski (Мусоргский)
- 1952 Compozitorul Glinka (Композитор Глинка), regia Grigori Aleksandrov, rol: Ludmila Ivanovna Glinka
- 1960 Amintiri din Rusia (Русский сувенир)), regia Grigori Aleksandrov
- 1963 Melodiile lui Dunaevski (Мелодии Дунаевского), docu
- 1974 Starul și lira (Скворец и Лира)